# Minnet av ett brott
Minnet av ett brott är ett svenskt kriminalprogram som började sändas i TV3 den 1 november 2018. Fyra poliser redogör för brottsfallen de aldrig glömmer.

## Avsnitt

### Säsong 1 – 2018[1]
| Nr | Sändningsdatum | Kriminalfall     |
| -- | -------------- | ---------------- |
| 1  | 1 november     | Malexandermorden |
| 2  | 8 november     | Helénmordet      |
| 3  | 15 november    | Stureplansmorden |
| 4  | 22 november    | Fallet Bobby     |